# パラカス国立自然保護区

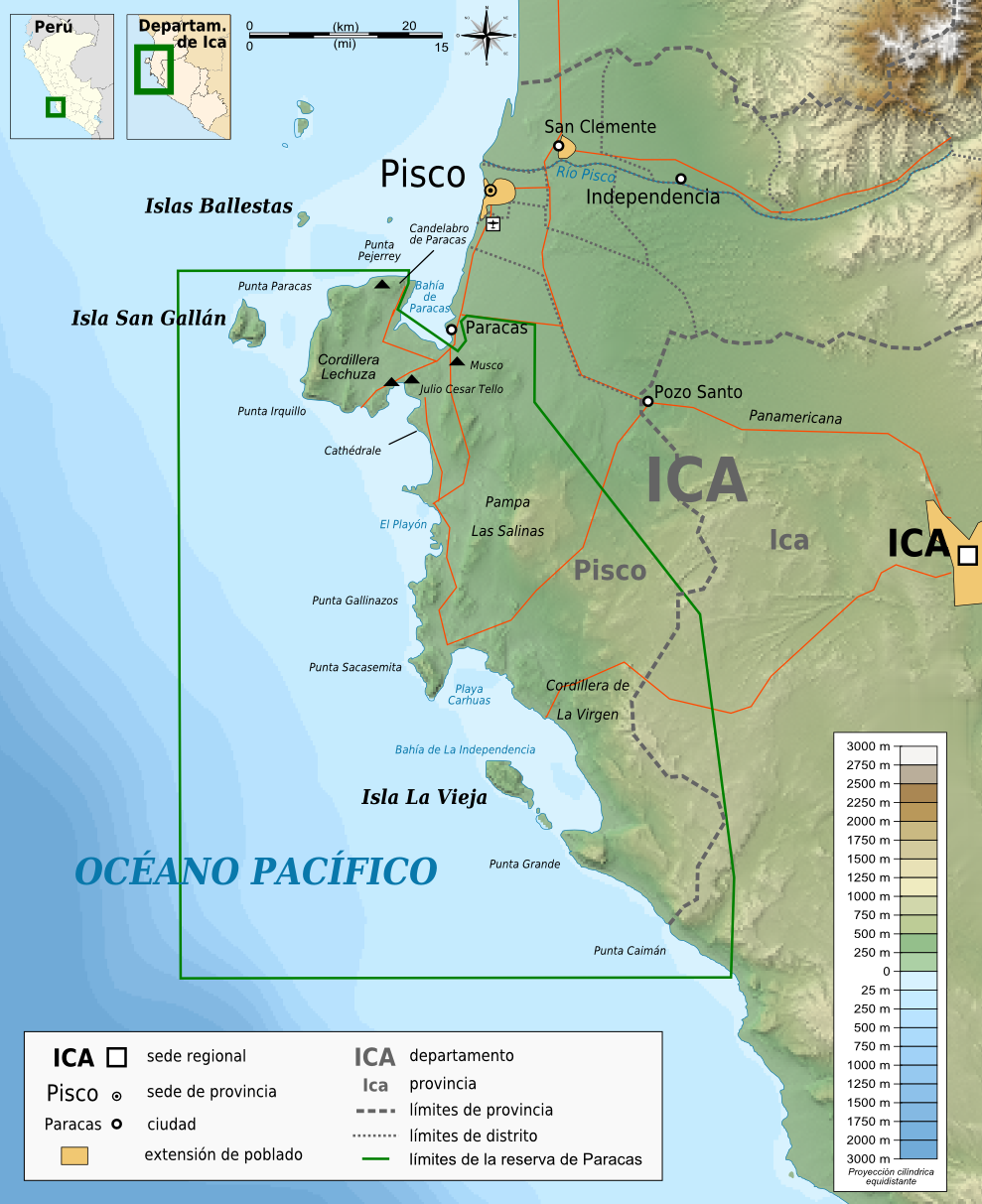
保護区の地図

パラカス国立自然保護区（La Reserva Nacional de Paracas）とは、1975年にペルー政府が制定した国立自然保護区。1992年には、同国で初めて渡り鳥および湿地に関する国際条約「ラムサール条約」として登録された。また、2003年には国際海事機関（IMO)が海洋エリアを特別敏感海域に指定した。イカ県に位置し、国内有数のリゾート地としても知られている。

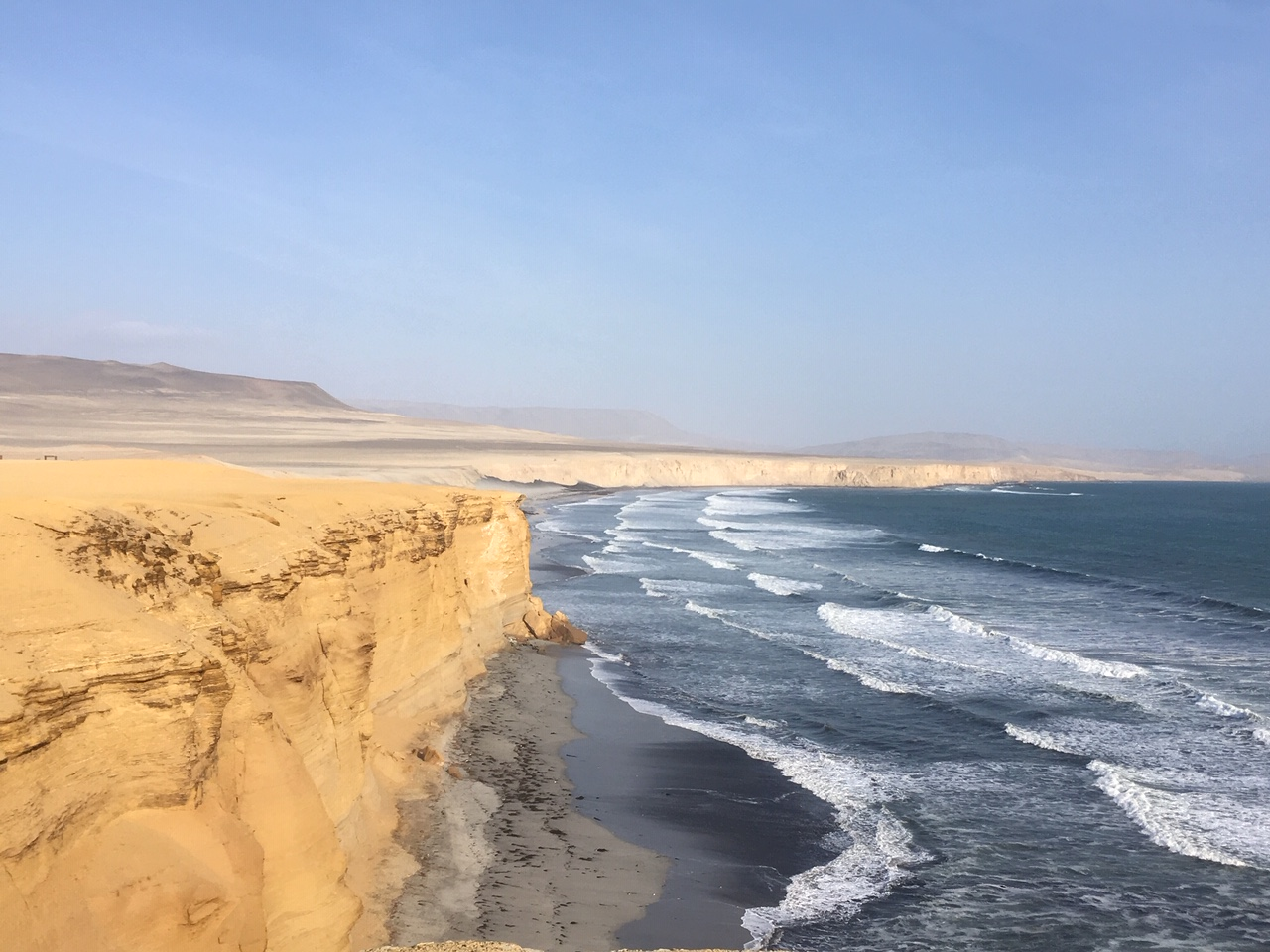
保護区内のスパイビーチ

## 特徴
パラカス内に二ヶ所存在する国立自然保護区のうちの一つ。リマから250キロ南下した場所に位置しており、約33万5000ヘクタールの海洋域と沿岸砂漠で出来ている。保護区エリアの35％が本土と島（サンガヤン島、インデペンデンシア島など）、65％が海で構成されている。プランクトンが豊富で、野生動物が多く生息していることから、「リトル・ガラパゴス」とも言われている。パラカス内に存在するもう一方の保護区、バジェスタス島までのボートサファリも人気。島内はペルーペリカン、オタリア、絶滅危惧種のフンボルトペンギン、インカアジサシ、フラミンゴなどが生息している。パラカス国立自然保護区（Reserva Nacional de Paracas）と同様の管理下にあると思われることが多いが、厳密に言うとバジェスタス島は、ペルー国内の島々を統括するReserva Nacional Sistema de Islas, Islotes y Puntas Guanerasの管理下にある。
一帯にはザトウクジラ、マッコウクジラなどの20種の鯨類、168種の魚類、タイマイ、オサガメなどの10種の爬虫類、ミナミウミカワウソなどの36種の哺乳類およびアメリカズグロカモメ、クロハサミアジサシなどの216種の鳥類が生息している。

## 観光

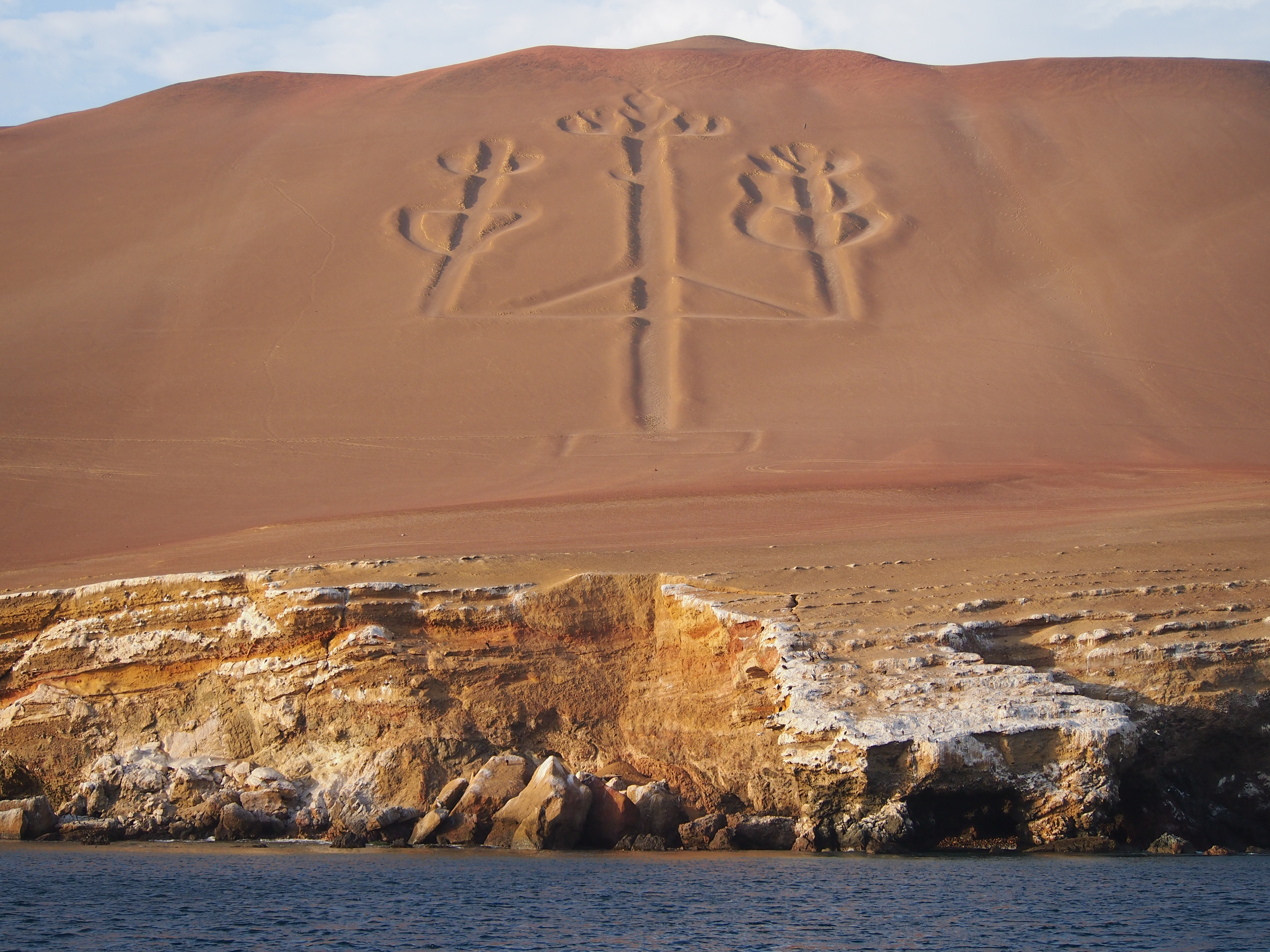
文化遺産でもあるパラカスの地上絵「カンデラブロ」

保護区内を回るツアーや、バジェスタス島のボートサファリとのセットツアーが人気。自転車やバギーをレンタルするアクティビティも多い。敷地内には複数のビーチがあり、夏場は多くの観光客が押し寄せる。敷地内にある3ヶ所のビーチ（ユマンケビーチ、ラグニーヤビーチ、セントロ・デ・インテルプレタシオン）では、有料でキャンプを行う事も可能。2018年には427,013人の観光客が訪れ、PROMPERÚ（Comisión de Promoción del Perú para la Exportación y el Turismo）が発表した「2018年にペルーで最も観光客が訪れた国立自然保護区ランキング」では、バジェスタス島に次ぎ全国2位となった。砂丘の斜面には、未だに謎に包まれた「カンデラブロ（燭台）」と呼ばれる地上絵があり、2016年に国の文化遺産として登録された。

## 気候
沖合に寒流のペルー海流が流れるため、沿岸は砂漠地帯であり、一年を通して日光が強く、乾燥している。夏場は18度～30度前後。冬場は12度～20度程度となるが、頻繁に強風が吹くことから体感温度は低く感じることが多い。

## 保護活動
ペルー環境庁の管轄となる国家自然保護区管理事務局（SERNANP）の職員およびボランティアが常駐しており、保護区内の安全パトロールや管理、自然保護の啓発活動などを行っている。保護区内には、主要となる事務所の他に、守衛所が4ヶ所設置されている。保護区内の観光活動で得た収入のうち、30％は環境庁が保有し、70％が保護区内の管理、警備、保護活動、環境教育活動などに用いられる。近年、増加する観光客の数に従って、ゴミの投棄や違反行為の増加が相次いでおり、取締りを強化している。

## 禁止行為
保護区内はリユース不可のプラスチック製品、ペット、アルコール飲料、スピーカー、バーベキュー用品、鍋類などの持ち込みは認められていない他、指定場所以外でのキャンプや火気使用も禁止されている。ただし、ユマンケビーチおよびラグニーヤビーチのみ、バーベキュー用品、キャンプ、火気使用が許可されている。パラカスの地上絵「カンデラブロ」は、文化遺産として登録されているため、一般の立ち入りが禁止されている。無断で立ち入った場合には、逮捕や罰金の対象となる。